# 렌필름
렌필름(러시아어: Ленфильм, Lenfilm)은 상트페테르부르크에 위치한 자체 영화 스튜디오를 갖춘 러시아의 제작사이다. 당시 도시 이름이 1924년부터 1991년까지 레닌그라드라는 명칭을 사용하여 기업명에 '렌'이 붙게 되었다. 2012년 10월부터 의장은 표도르 본다르추크이다.

## 선별된 영화
- 개를 데리고있는 부인
- 햄릿 (1964년 영화)
- 파랑새 (1976년 영화)
- 데드 맨스 레터스
- 택시 블루스
- 안나 카레니나 (1997년 영화)
- 신이 되기는 어렵다